# Jerzy Noszczak
Jerzy Noszczak (ur. 24 marca 1945 w Wyłazach, zm. 14 listopada 2024) – polski trener piłki ręcznej, m.in. trener reprezentacji Polski seniorek, zdobywca tytułu mistrza Polski z Piotrcovią (1993).

## Życiorys
W 1963 ukończył IV Liceum Ogólnokształcące im. Adama Mickiewicza w Warszawie, w 1965 Studium Nauczycielskie w Pszczelinie. W 1970 ukończył studia w Akademii Wychowania Fizycznego w Warszawie, następnie pracował m.in. w MKS Praga Warszawa. W latach 70. pracował także jako nauczyciel w XV Liceum Ogólnokształcącym im. Narcyzy Żmichowskiej w Warszawie (1970-1975) i L Liceum Ogólnokształcącym im. Ruy Barbosy w Warszawie (1975-1977). W latach 1977–1987 był trenerem młodzieżowej reprezentacji Polski, z którą wywalczył brązowy medal MŚ w tej kategorii wiekowej w 1985. W latach 1982–1986 prowadził równocześnie żeńską drużynę Skry Warszawa, z którą w 1985 zdobył wicemistrzostwo Polski.
W latach 1987–1994 prowadził reprezentację Polski seniorek, z którą zajął na mistrzostwach świata w 1990 - 9. miejsce, na mistrzostwach świata w 1993 - 10. miejsce.
W latach 1991–1994 prowadził równocześnie Piotrcovię, z którą zdobył kolejno brązowy (1992), złoty (1993) i srebrny (1994) medal mistrzostw Polski. W sezonie 1994/1995 prowadził zespół Via Vena Warszawa i zdobył z nim w 1995 Puchar Polski. W latach 1995–1997 pracował w Katarze, gdzie prowadził męską drużynę Qatar Sports Club, w latach 1998-2010 był kierownikiem wyszkolenia (w marcu i kwietniu 2000 prowadził jako tymczasowy trener I reprezentację Polski w ośmiu spotkaniach), w latach 2010-2012 dyrektorem sportowym ZPRP, od 2013 był doradcą ds. szkoleniowych ZPRP.
W 2014 otrzymał Diamentową Odznakę z Wieńcem za Zasługi dla Piłki Ręcznej oraz Srebrny Krzyż Zasługi.